# Brokaw
Brokaw – wieś w Stanach Zjednoczonych, w stanie Wisconsin, w hrabstwie Marathon.